# Beatrice de Dia
Beatritz de Dia, conosciuta come la Contessa di Dia (in occitano Comtessa de Dia; 1140), è stata la più famosa tra le trobairitz.
Originaria della Provenza, visse nella seconda metà del 1100 tra Provenza e Lombardia

## Biografia
Molto scarse risultano essere le notizie fornite dalle fonti documentali contemporanee o postume attualmente conosciute. Oltre alla sua presunta data di nascita (1140), la sua vida non ne rivela il nome ma, fra le varie ipotesi più o meno accreditate, si tende ad accettare la tradizione, che la chiama Beatrix. Sarebbe stata la moglie di un tale Guillem de Peitieus (tra il 1163 e il 1189), forse un conte del Valentinois che regnò dal 1158 al 1189. Secondo altri, Beatrice sarebbe stata la moglie di Raimon d'Agout (dal 1184 al 1214), un mecenate di trovatori (da cui ebbe un figlio, Isnart d'Entrevenas) e figlia di Jaufre Reforzat de Trets. Documentato dalle sue poesie è l'amore per Rimbaud d'Orange (1146-1173) a cui dedicò poesie d'amore.

## Opere
Delle sue canzoni, spesso accompagnate dalla melodia del flauto, gioielli di rara e delicata bellezza, son rimaste solo cinque canzoni (quattro cansos e una tenzone). Gli studiosi sono incerti sul fatto se la Contessa fosse o no autrice di Amics, en greu consirier, una tenzone comunemente attribuita a Raimbaut d'Aurenga. La ragione di ciò è dovuta alla similarità tra questa composizione e la sua Estat ai en greu consirier. 
La sua canzone A chantar m'er de so qu'eu no volria in lingua occitana è la sola canso sopravvissuta di una trobairitz comprensiva di notazione musicale completa, conservata solo nel Le manuscript du roi, un canzoniere copiato intorno al 1270 per Carlo d'Angiò, fratello di Luigi IX.

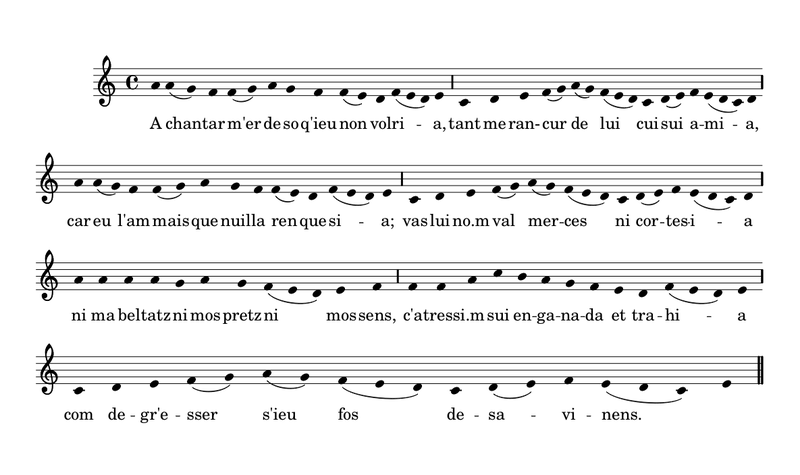
La prima strofa di A chantar m'er in notazione moderna

Le altre sue poesie prive di notazione musicale sono:
- Ab joi et ab joven m'apais
- A chantar m'er de so qu'ieu non volria
- Estât ai en greu cossirier
- Fin ioi me don'alegranssa

Il suo stile si distingue per l'eleganza del trobar leu, mentre i temi ricorrenti utilizzati dalla Contessa de Dia nelle sue liriche, comprendono l'esaltazione, il compiacimento di sé stessa e del suo amore, e il tradimento. In A chantar, Beatrice "canta" interpretando la parte di un'amante tradita, e nonostante il tradimento, continua a schermirsi e ad autocompiacersi. In Fin ioi me don'alegranssa, dunque, la Contessa si fa beffa del lausengier, una persona nota per i suoi pettegolezzi, paragonando i maldicenti a una "nuvola che oscura il sole". In merito allo stile poetico, Beatrice utilizza coblas singulars in A chantar, ripetendo lo stesso schema metrico in ogni strofa, ma mutando ogni volta la rima in a. Ab ioi, d'altra parte, fa uso di coblas doblas, con schema metrico ab' ab' b' aab'. A chantar utilizza alcuni motivi dell'Idillio II di Teocrito.

### La poetica dell'amor cortese
In modo del tutto simile ai trovatori, l'amore cantato dalle trobairitz e, qui in particolare, da Beatrice è quello adulterino e spregiudicato dell'amor cortese, come si può evincere dalla poesia Estât ai en greu cossirier.